# Signed to the Streets 3
Signed to the Streets 3 — третій студійний альбом американського репера Lil Durk, виданий лейблом Alamo Records 9 листопада 2018 р. Є сиквелом до мікстейпу Signed to the Streets 2.5 (2017). 
Існує анімований варіант обкладинки альбому для Apple Music. 12 листопада на офіційному YouTube-каналі Дерка оприлюднено версію «Don't Talk to Me» з доданим куплетом Juice WRLD.

## Комерційний вислід
Дебютував на 17-ій сходинці Billboard 200 з 26 741 альбомних рівнозначних одиниць за перший тиждень (з них — 1910 від чистого продажу). 17 травня 2022 року альбому отримав золотий статус у США.

## Список пісень
| #       | Назва                                                          | Автор                                                                                  | Продюсер(и)                          | Тривалість |
| ------- | -------------------------------------------------------------- | -------------------------------------------------------------------------------------- | ------------------------------------ | ---------- |
| 1.      | «Treacherous»                                                  | Дерк Бенкс Джуліан Дейвіс                                                              | Chase Davis                          | 3:00       |
| 2.      | «Don't Talk to Me» (з участю Gunna)                            | Бенкс Серхіо Кітенс Даррелл Джексон Веслі Ґлесс                                        | Chopsquad DJ Wheezy                  | 2:56       |
| 3.      | «Spin the Block» (з участю Future)                             | Бенкс Нейведіус Вілберн Джошуа Луеллен Джейкоб Кенеді                                  | Southside ATL Jacob                  | 4:22       |
| 4.      | «Neighborhood Hero»                                            | Бенкс Джанні ван ден Бром                                                              | Niaggi                               | 3:11       |
| 5.      | «100 Grand» (з участю Ty Dolla Sign та A Boogie wit da Hoodie) | Бенкс Тайрон Ґріффін-мл. Артіст Дубоуз Крістіан Ворд Джамаал Прайс                     | Yung Berg Hitmaka MariiBeatz         | 2:39       |
| 6.      | «Habit»                                                        | Бенкс ван ден Бром                                                                     | Niaggi                               | 3:30       |
| 7.      | «Skrubs»                                                       | Бенкс Двен Ейвері Рашан Кайлз                                                          | DY Krazy Cicero                      | 4:21       |
| 8.      | «Play with Us» (з участю Kevin Gates)                          | Бенкс Кевін Ґільярд Стюарт Лоурі                                                       | Epikh Pro                            | 4:24       |
| 9.      | «Preach»                                                       | Бенкс Ґеррел Таунсенд Ґреґ Текоз                                                       | Chinaman Hustle G Fresh              | 2:38       |
| 10.     | «India, Pt. 2»                                                 | Бенкс Браян Сіммондз Джексон                                                           | TM88 Chopsquad DJ                    | 3:31       |
| 11.     | «Spazz»                                                        | Бенкс Вейделл Брукс                                                                    | D Brooks Exclusive                   | 4:25       |
| 12.     | «Home Body» (з участю Gunna та TK Kravitz)                     | Бенкс Кітченс Тевін Томпсон Ейвері Масамуне Кудо                                       | DY Krazy Rex Kudo                    | 3:23       |
| 13.     | «Benihana» (з участю Kodak Black)                              | Бенкс Білл Капрі Джексон                                                               | Chopsquad DJ                         | 2:41       |
| 14.     | «I Know»                                                       | Бенкс Джексон                                                                          | Chopsquad DJ                         | 4:58       |
| 15.     | «Astronomical»                                                 | Бенкс Кайлз Дейвіс Крістіан Ґонзалез Майкл Дін                                         | Cicero Chase Davis Flexico Mike Dean | 2:16       |
| 16.     | «Downfall» (з участю Young Dolph та Lil Baby)                  | Бенкс Адольф Торнтон-мл. Домінік Джонс Лоурі Матіас Сорум Філліп Кромвелл Стівен Фішер | Epikh Pro                            | 4:26       |
| 17.     | «Did for the Streets»                                          | Бенкс Джошуа Паркер Джун Ха Кім Себастіан Лопез Мек Сутфін Майкл Ломаєр Теренс Вільямс | OG Parker CVRE 1Mind Romano          | 2:45       |
| 18.     | «Is What It Is»                                                | Бенкс Джексон Луеллен                                                                  | Chopsquad DJ Southside               | 4:22       |
| 19.     | «Way More»                                                     | Бенкс Девонте Ричмонд                                                                  | DJ Bandz                             | 4:33       |
| 20.     | «Rockstar» (з участю Lil Skies)                                | Бенкс Кіметріус Фуз Тайрі Піттмен Джон Кададу Адам Думас                               | Young Chop JohnAtom                  | 2:39       |
| 1:10:50 |                                                                |                                                                                        |                                      |            |

## Чартові позиції
| Чарт(2018)                             | Найвища позиція |
| -------------------------------------- | --------------- |
| Канада Canadian Albums (Billboard)     | 48              |
| Нідерланди Dutch Albums (MegaCharts)   | 143             |
| США Billboard 200                      | 17              |
| США Top R&B/Hip-Hop Albums (Billboard) | 8               |

| Чарт (2019)      | Позиція |
| ---------------- | ------- |
| US Billboard 200 | 199     |

## Сертифікації
| Регіон                                                      | Сертифікація | Продажі |
| ----------------------------------------------------------- | ------------ | ------- |
| США (RIAA)                                                  | Золотий      | 500 000 |
| продажі+прослуховування, що базуються лише на сертифікаціях |              |         |